# Отважное (Калининградская область)
Отва́жное — посёлок в Багратионовском районе Калининградской области. Входит в состав Нивенского сельского поселения.

## Население
| 2002 | 2010 |
| ---- | ---- |
| 368  | ↘343 |

## Улицы
- ул. Железнодорожная,
- ул. Лесная,
- ул. Солнечная,
- ул. Школьная,
- ул. Шоссейная.

## Инфраструктура
В посёлке находится остановочная платформа железной дороги.